# Avenue de Stalingrad (Bagnolet)
Pour les articles homonymes, voir Avenue de Stalingrad.
L'avenue de Stalingrad est un des axes importants de Bagnolet. Elle suit le tracé de la route départementale 20.

## Situation et accès
Commençant à l'ouest, au carrefour de la rue Sadi-Carnot, de l'avenue Pasteur et de l'avenue Raspail, elle se termine au pont Pasteur, dans l'alignement de l'avenue Pasteur à Montreuil.

## Origine du nom

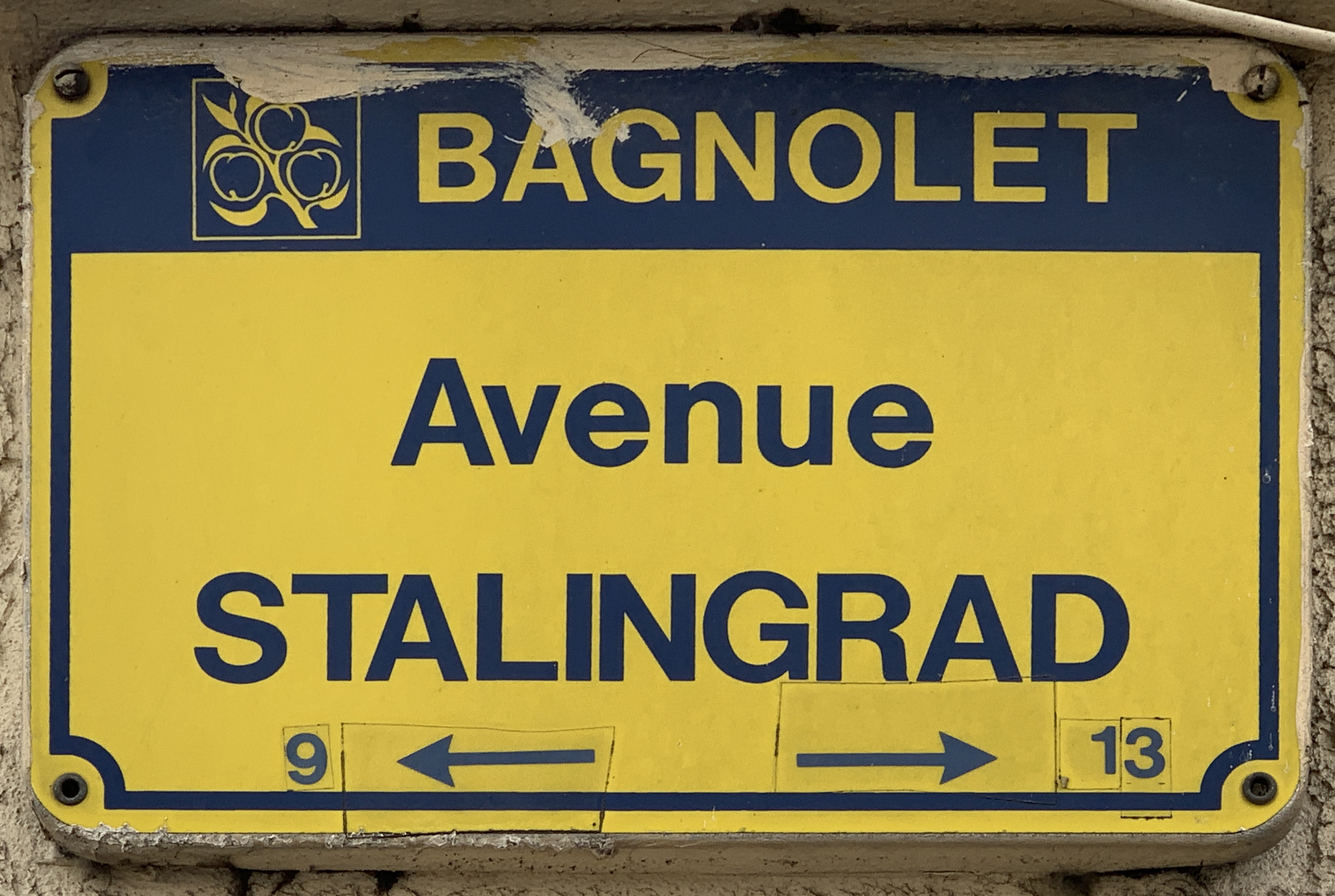
Plaque de l'avenue.

Cette avenue commémore la bataille de Stalingrad remportée par l'Union Soviétique sur les armées allemandes du 19 septembre 1942 au 2 février 1943.

## Historique
Cette voie de circulation est issue de l'avenue Pasteur à Bagnolet.

## Bâtiments remarquables et lieux de mémoire
- Entre la rue Jeanne-Hornet et la rue Louise-Michel, l'emplacement d'une ancienne cité-jardin[3],[4]. La cité des Grands-Champs fut construite en 1919 par l'architecte Raoul Brandon, mais progressivement détruite dès les années 1930, et ce, jusqu'en 1952[5].
- En 1953 fut construit au même endroit une cité de relogement, elle aussi appelée cité des Grands-Champs[6],[7]. C'est dans cet ensemble d'immeubles que se déroule le roman Les Petits Enfants du siècle de Christiane Rochefort, paru en 1961[8]. Elle fut détruite en 1975.
- Ensemble de logements des Rigondes[9], édifié entre 1962 et 1964 par l'architecte Jean Balladur, et situé à l'angle de la rue des Rigondes. Cet ensemble se compose des immeubles Castor, Pollux[10], Aurore[11] et Flore.
- Un immeuble à l'architecture notable, construit en 1930[12].